# Basly
Basly település Franciaországban, Calvados megyében. Lakosainak száma 1043 fő (2022. január 1.). Basly Bény-sur-Mer, Douvres-la-Délivrande, Fontaine-Henry, Thaon és Colomby-Anguerny községekkel határos.

## Népesség
A település népességének változása:
| Lakosok száma | 272  | 672  | 633  | 878  | 1159 | 1152 | 1105 | 1073 | 1065 | 1043 |
|               | 1968 | 1982 | 1990 | 2006 | 2013 | 2015 | 2017 | 2019 | 2020 | 2022 |